# Clemens Scheuch
Clemens Scheuch (* 18. März 1980 in Kassel) ist ein deutsch-schweizerischer Musikverleger. Er leitet gemeinsam mit seinen Eltern Barbara Scheuch-Vötterle und Leonhard Scheuch den Bärenreiter-Verlag.
Scheuch wuchs mit seinem Bruder Claudius Scheuch (* 25. September 1976) in unmittelbarer Nähe des Verlags auf. Nach dem Abitur absolvierte er ein Studium der Tontechnik in Hamburg und trat 2003 in das Familienunternehmen ein. 2011 wurde er in die Geschäftsleitung berufen und vertritt seit 2021 mit seinen Eltern das Unternehmen als Geschäftsführer.
Mit ihm geht der Verlag, der 1923 von seinem Großvater Karl Vötterle gegründet wurde, an die dritte Generation über. 
Scheuch ist seit mehreren Jahren im Vorstand des Deutschen Musikverleger-Verbands tätig, seit 2020 als dessen Vizepräsident. Er ist stellvertretender Vorsitzender der Landgraf-Moritz-Stiftung und im Vorstand der Kasseler Musiktage.